# جسر الزرقاء (اسرائیل)
جسر الزرقاء (به لاتین: Jisr az-Zarqa) یک منطقهٔ مسکونی در اسرائیل است که در حیفا واقع شده‌است.